# Paralacydes melana
Paralacydes melana är en fjärilsart som beskrevs av De Joannis 1928. Paralacydes melana ingår i släktet Paralacydes och familjen björnspinnare. Inga underarter finns listade i Catalogue of Life.